# Šarlote Lēnmane
Šarlote Lēnmane est une jeune chanteuse lettone née le 8 février 1998 à Riga.
Elle a représenté la Lettonie au Concours Eurovision de la chanson junior avec la chanson "Viva La Dance".
Le 14 mars 2010, elle remporte un festival en Lettonie nommé Balss pavēlnieks (Roi de la chanson) avec la chanson « Dziesma pustumsā » chanté initialement par Aisha.